# Bernard Coppens
Pour les articles homonymes, voir Coppens.
Bernard Coppens, né le 29 décembre 1949 à Louvain (province de Brabant) et mort le 5 septembre 2020, est un écrivain, dessinateur de bande dessinée, illustrateur et historien belge francophone. Connu comme spécialiste de la période 1789-1815, il a publié des études et documents historiques sur la bataille de Waterloo.

## Biographie
Bernard Coppens naît le 29 décembre 1949, à Louvain. Il accomplit des études classiques gréco-latines dans diverses écoles et institutions. Il apprend le dessin et l'imprimerie sur le tas.

### Illustrateur de littérature d'enfance et de jeunesse
Coppens réalise également des illustrations dans Zonneland, le pendant de Bonjour en néerlandais des Éditions Averbode ou pour les Éditions Deltas.

### En bande dessinée
Bernard Coppens fait son entrée dans le journal Tintin en dessinant la série Uriel et Galaé sur un scénario de Jean Dufaux. Elle est publiée sous forme de courts récits de 1984 à 1987. En outre, il réalise seul le récit de seize pages La Triomphe dans le no 34 de 1984. En 1994, il dessine cette fois sur un scénario de Benoît Despas le premier tome du diptyque Baudouin  intitulé Le Roi souriant (1930-1951), une biographie du roi des Belges Baudouin, publiée aux éditions Hélyode. Le second volet Le Roi souriant (1951-1993) sort cinq ans plus tard aux éditions Coccinelle BD.

### L'historien
En collaboration avec Patrice Courcelle, il rédige et illustre les quatre premiers volumes de la collection « Carnets de la Campagne de 1815 » : Hougoumont, Le Chemin d’Ohain, La Haie-Sainte et La Papelotte aux éditions de la Belle Alliance de 1999 à 2000,.

### Les Mensonges de Waterloo
Son activité de dessinateur l'amène à devenir historien. En 2009, il sort Les Mensonges de Waterloo aux Éditions Jourdan. Dans cet ouvrage, il relève le travestissement de la vérité historique par Napoléon sur sa défaite lors de la bataille de Waterloo. Il réalise des dessins pour l'exposition Coup de crayon à l'Empire la même année. Dans le cadre de Au son du canon, il anime une conférence à la citadelle de Namur le 9 juillet 2010. La lecture de l'ouvrage Les Mensonges de Waterloo par le chercheur tournaisien Alain Bonnet l'amène à faire une découverte : Si les troupes de l'Empereur  repartirent par Genappe et Thuin, Napoléon, quant à lui, rentra en France par un autre chemin en direction de Lille. En 2012, il collationne l'ouvrage L'Aveuglement de Napoléon : Russie 1812.
Selon les journalistes Olivier Arendt et Thomas Coutellier de la RTBF : « La défaite à Waterloo, immortalisée dans les écrits de l’historien Bernard Coppens, marque la fin de l’épopée napoléonienne. Les erreurs stratégiques et la confiance aveugle en ses propres capacités contribuent à la chute de l’Empereur. »

### Uniformologie
Comme uniformologue, il travaille pour des institutions comme le Musée militaire national des Pays-Bas (nl). Il a consacré sa vie à l'étude de la période 1789-1815.

### Mort
Il meurt le 5 septembre 2020,, à l'âge de 70 ans. Les funérailles ont lieu le 9 septembre 2020, ses cendres étant dispersées sous le saule-pleureur de la Belle-Alliance, au milieu de ce champ de bataille qu’il a tant aimé. L'ASBL Les Amis du Musée royal de l'Armée héberge désormais le site web de ce spécialiste renommé de la période 1789-1815.

### Vie privée
Il résidait à Waterloo.

## Publications

### Littérature d'enfance et de jeunesse
- Bernard Coppens (ill. Bernard Coppens), L'Empire de Napoléon[18], Tournai, Casterman, coll. « Les Jours de l'histoire » (no 29), 1987, 69 p. (ISSN 0765-5649)
- Viviane Koenig (ill. Bernard Coppens), Pyramides et pharaons, Paris, Nathan, coll. « Monde en poche » (no 7), 1990, 75 p. (ISBN 209204429X)
- Jean-Paul Albert (ill. Bernard Coppens), À Versailles avec Louis XIV, Paris, Nathan, coll. « Monde en poche » (no 14), 1991, 77 p.
- Bernard Coppens (ill. Bernard Coppens), L'Empire de Napoléon, Tournai, Casterman, coll. « Repères », 1999, 95 p. (ISBN 2203140356)
- Alain Leclercq (ill. Bernard Coppens), Ma Première Histoire de Belgique, Bruxelles, Éditions Jourdan, coll. « Je réussis », 2011, 50 p. (ISBN 9782875330055)

### Ouvrages historiques
Liste sélective
- Bernard Coppens, Agenda 1789-1989, Tournai, Casterman, 1988, 144 p. (ISBN 2-203-19984-9)
- Bernard Coppens, Les Mensonges de Waterloo : Les manipulations de l'histoire enfin révélées, Bruxelles ; Paris, Éditions Jourdan, 2009, 544 p. (ISBN 978-2-87466-040-5)
- Bernard Coppens (compilateur), L'Aveuglement de Napoléon : Russie 1812, Bruxelles, Éditions Jourdan, coll. « Carnets de guerre », 2012, 319 p. (ISBN 9782874662300)
- Bernard Coppens, Waterloo : l' histoire vraie de la bataille, Paris ; Waterloo, Éditions Jourdan, coll. « Pixl » (no 29), 2014, 247 p. (ISBN 978-2-930757-36-0)
- Bernard Coppens, Waterloo : les combattants racontent, Paris ; Waterloo, Éditions Jourdan, coll. « Pixl » (no 30), 2014, 225 p. (ISBN 978-2-930757-37-7)

### Albums de bande dessinée

#### Baudouin
- 1. Le Roi souriant (1930-1951), Hélyode, Bruxelles, 1994
Scénario : Benoît Despas - Dessin : Bernard Coppens - Couleurs : quadrichromie -  (ISBN 2-87353-070-7)
- 2. Le Roi souriant (1951-1993), Coccinelle BD, Durbuy, 1999
Scénario : Benoît Despas - Dessin : Bernard Coppens - Couleurs : quadrichromie -  (ISBN 2-930273-03-8)

#### Livres
: document utilisé comme source pour la rédaction de cet article.
- Jacques Fiérain, « Coppens, Bernard », dans La BD dans la province du Hainaut, Charleroi, Éd. l'Âge d'or, septembre 2006, 96 p., ill. ; 31 cm (ISBN 9782960046458 et 2960046455, OCLC 469651838, présentation en ligne), p. 51. .
- Philippe Mellot, Michel Denni, Laurent Turpin et Isabelle Morzadec, Trésors de la bande dessinée : BDM 2025-2026 - Catalogue encyclopédique et Argus, Paris, Les Arènes, novembre 2024, 24e éd., 1839 p., ill. ; 23 cm (ISBN 979-10-37512-61-1, OCLC 1478218824, présentation en ligne), p. 143. .

#### Articles
- Éric Meuwissen, « Waterloo - Bernard Coppens a relu de manière très critique les nombreux récits de la Bataille Napoléon a tout faux et il a menti », Le Soir,‎ 27 juillet 2004 (lire en ligne , consulté le 11 mars 2025).
- Bernard Coppens (interviewé par Jean-Philippe de Vogelaere), « Waterloo Bernard Coppens se mue en juge d’instruction : « Napoléon a pris tous ses désirs pour des réalités » », Le Soir,‎ 17 juin 2009 (lire en ligne, consulté le 11 mars 2025).

### Émissions de radio
- [vidéo] « Au cœur de l'histoire: La berline de Napoléon », sur YouTube, émission du 2 mars 2012, présentée par Franck Ferrand, diffusée sur Europe 1, invités Jean Tulard et Bernard Coppens, illustrateur, spécialisé dans la période 1789-1815, a publié des documents historiques et plusieurs études sur la bataille de Waterloo (40 min 12 s).

### Vidéographie
- [vidéo] « Comment la propagande contamine l’histoire », sur YouTube, émission La Pensée et les Hommes présentée par Jacques Lemaire.